# The Real Murders of Atlanta
The Real Murders of Atlanta är en amerikansk kriminal- och dokumentärserie vars första säsong hade premiär den 16 januari 2022. Seriens första säsong bestod av 12 avsnitt. Seriens andra säsong också den bestående av 12 avsnitt hade premiär den 17 mars 2023.

## Handling
Serien kretsar kring mordfall i Atlanta som berättas av utredare, vittnen, reportrar och anhöriga.

## Medverkande
- Aaron Goodson - berättare
- Sean Berube
- Samuel Whitehill
- Clint Rucker
- Cedric Sutton
- Jon Ripley